# Trechicomimus
Trechicomimus is een geslacht van kevers uit de familie van de loopkevers (Carabidae). De wetenschappelijke naam van het geslacht is voor het eerst geldig gepubliceerd in 1972 door Mateu & Negre.

## Soorten
Het geslacht Trechicomimus omvat de volgende soorten:
- Trechicomimus aphaenops Mateu & Negre, 1972
- Trechicomimus suturalis Ueno, 1977